# Podzamcze (Nowe Kramsko)
Podzamcze – przysiółek wsi Nowe Kramsko w Polsce, położony w województwie lubuskim, w powiecie zielonogórskim, w gminie Babimost.
W latach 1975–1998 przysiółek położony był w województwie zielonogórskim.